# Dadri
Dadri é uma cidade e um município no distrito de Gautam Buddha Nagar, no estado indiano de Uttar Pradesh.

## Geografia
Dadri está localizada a 28° 34′ N, 77° 33′ L. Tem uma altitude média de 201 metros (659 pés).

## Demografia
Segundo o censo de 2001, Dadri tinha uma população de 57,457 habitantes. Os indivíduos do sexo masculino constituem 54% da população e os do sexo feminino 46%. Dadri tem uma taxa de literacia de 54%, inferior à média nacional de 59.5%: a literacia no sexo masculino é de 62% e no sexo feminino é de 46%. Em Dadri, 18% da população está abaixo dos 6 anos de idade.